# Genexus
 (août 2013).
Si vous disposez d'ouvrages ou d'articles de référence ou si vous connaissez des sites web de qualité traitant du thème abordé ici, merci de compléter l'article en donnant les références utiles à sa vérifiabilité et en les liant à la section « Notes et références ».
GeneXus est un outil de développement logiciel multi-plateforme basé sur la connaissance, orienté principalement vers les applications d’entreprise pour le web et pour des plateformes multiples.

## Principe
Le développeur spécifie ses applications de haut niveau (de façon essentiellement déclarative), à partir de quoi le code est généré pour de multiples environnements.
GeneXus inclut un module de normalisation, qui crée et maintient une structure optimisée de base de données basée sur un modèle de données non normalisé défini par les utilisateurs. Il s’appuie sur un langage déclaratif (basé sur des règles) et un langage procédural simple mais puissant.
Les langages pour lesquels il est possible de générer du code sont, entre autres, Cobol, Visual Basic, Visual FoxPro, Ruby, C# et Java, et de façon plus adaptée et performante pour ces trois derniers. Les DBMSs les plus connus sont supportés, comme Microsoft SQL Server, Oracle, IBM DB2, Informix, PostgreSQL et MySQL.
GeneXus est le produit principal de la société uruguayenne Artech. Il est commercialisé dans plus de 30 pays, incluant la plus grande partie de l’Amérique latine et des Caraïbes, les États-Unis d’Amérique, des pays d’Europe occidentale comme l’Espagne, l’Italie, la France et le Portugal, ainsi que les marchés chinois et japonais. Plus de 5500 clients ont acheté le produit, ce qui représente plus de 50 000 licences vendues dans le monde.
Deklarit, produit frère, est un add-in pour Microsoft Visual Studio qui génère le code pour la couche d’accès à des données d’une application Microsoft.NET.
GeneXus X, la version actuelle, a été lancée le 30 avril 2008.